# Patric Hörnqvist
Patric Hörnqvist (ur. 1 stycznia 1987 w Sollentunie) – szwedzki hokeista, reprezentant Szwecji, olimpijczyk.

## Kariera klubowa
- Väsby IK (2002-2005)
  -  Väsby IK J20 (2003/2004)
- Djurgårdens IF J20 (2005-2007)
- Djurgårdens IF (2005-2008)
- Nashville Predators (2008-2014)
  -  Milwaukee Admirals (2008-2009)
  -  HC Red Ice (2012)
  -  Djurgårdens IF (2012)
  -  Fribourg-Gottéron (2012)
- Pittsburgh Penguins (2014-2020)
- Florida Panthers (2020-)

Wychowanek Gillbo IF. Karierę zaczynał w szwedzkiej drużynie Djurgårdens IF. W 2005 roku został draftowany do klubu Nashville Predators. W drużynie tej występuje od sezonu 2008-09, dwukrotnie zostając najlepszym strzelcem drużyny (w sezonach 2009-10 i 2011-12).
Od października do listopada 2012 roku na okres lokautu w sezonie NHL (2012/2013) związany kontraktem ze szwajcarskim klubem HC Red Ice, występującym w drugiej lidze National League B. Następnie w grudniu 2012 roku na tej samej zasadzie zawodnik macierzystego Djurgårdens IF, pod koniec 2012 roku wystąpił w barwach klubu Fribourg-Gottéron tylko w turnieju Puchar Spenglera 2012. 30 kwietnia 2013 przedłużył kontrakt z Nashville Predators o pięć lat. Od czerwca 2014 zawodnik Pittsburgh Penguins (wraz z nim inny gracz Nashville, Nick Spaling, a w drugim kierunku podążył James Neal). W lutym 2018 przedłużył kontrakt o pięć lat. We wrześniu 2020 ogłoszono jego transfer do Florida Panthers.

### Statystyki
| 2005-06    | Djurgårdens IF      | SEL        | 47  | 5  | 2  | 7   | 36  | -  | - | - | - | -  |
| 2006-07    | Djurgårdens IF      | SEL        | 49  | 23 | 11 | 34  | 38  | -  | - | - | - | -  |
| 2007-08    | Djurgårdens IF      | SEL        | 53  | 18 | 12 | 30  | 58  | 5  | 0 | 1 | 1 | 6  |
| 2008-09    | Nashville Predators | NHL        | 28  | 2  | 5  | 7   | 16  | -  | - | - | - | -  |
| 2008-09    | Milwaukee Admirals  | AHL        | 49  | 17 | 18 | 35  | 44  | 11 | 4 | 4 | 8 | 6  |
| 2009-10    | Nashville Predators | NHL        | 80  | 30 | 21 | 51  | 40  | 2  | 0 | 1 | 1 | 4  |
| 2010-11    | Nashville Predators | NHL        | 79  | 21 | 27 | 48  | 47  | 12 | 2 | 1 | 3 | 6  |
| 2011-12    | Nashville Predators | NHL        | 76  | 27 | 16 | 43  | 28  | 10 | 1 | 3 | 4 | 2  |
| SEL ogółem | SEL ogółem          | SEL ogółem | 149 | 46 | 25 | 71  | 132 | 5  | 0 | 1 | 1 | 6  |
| NHL ogółem | NHL ogółem          | NHL ogółem | 263 | 80 | 69 | 149 | 131 | 24 | 3 | 5 | 8 | 12 |

## Kariera reprezentacyjna
W 2007 roku wystąpił w mistrzostwach świata juniorów, zajmując czwarte miejsce. W tym samym roku wziął udział w mistrzostwach świata seniorskich reprezentacji, zajmując również czwarte miejsce. Nie inaczej było w 2008 roku. Reprezentacja Szwecji wraz z nim w składzie zajęła ponownie czwartą lokatę. W 2010 wystąpił na Igrzyskach Olimpijskich w Vancouver. W czterech rozegranych meczach zdobył jedną bramkę. Uczestniczył w turniejach mistrzostw świata w 2007, 2008, 2012, 2018, 2019, zimowych igrzyskach olimpijskich 2010, Pucharu Świata 2016.

## Sukcesy
Reprezentacyjne
- Brązowy medal mistrzostw świata juniorów do lat 18: 2005
- Złoty medal mistrzostw świata: 2018

Klubowe
- Puchar Stanleya – mistrzostwo NHL: 2016, 2017 z Pittsburgh Penguins

Indywidualne
- Elitserien 2006/2007:
  - Pierwsze miejsce w klasyfikacji strzelców wśród juniorów: 23 gole
  - Najlepszy pierwszoroczniak sezonu Elitserien
- Mistrzostwa Świata w Hokeju na Lodzie 2019/Elita:
  - Drugie miejsce w klasyfikacji strzelców turnieju: 7 goli (ex aequo)[10]
  - Czwarte miejsce w klasyfikacji +/- turnieju: +11[11]
  - Jeden z trzech najlepszych zawodników reprezentacji w turnieju[12]